# ヴァルナ国際バレエコンクール
ヴァルナ国際バレエコンクール （勃: Международен балетен конкурс - Варна, 英: Varna International Ballet Competition）は、ブルガリアの観光都市ヴァルナで開催されるバレエコンクール。1964年にブルガリア文化省によって創設され、ほぼ隔年で開催されている。 

## 概要

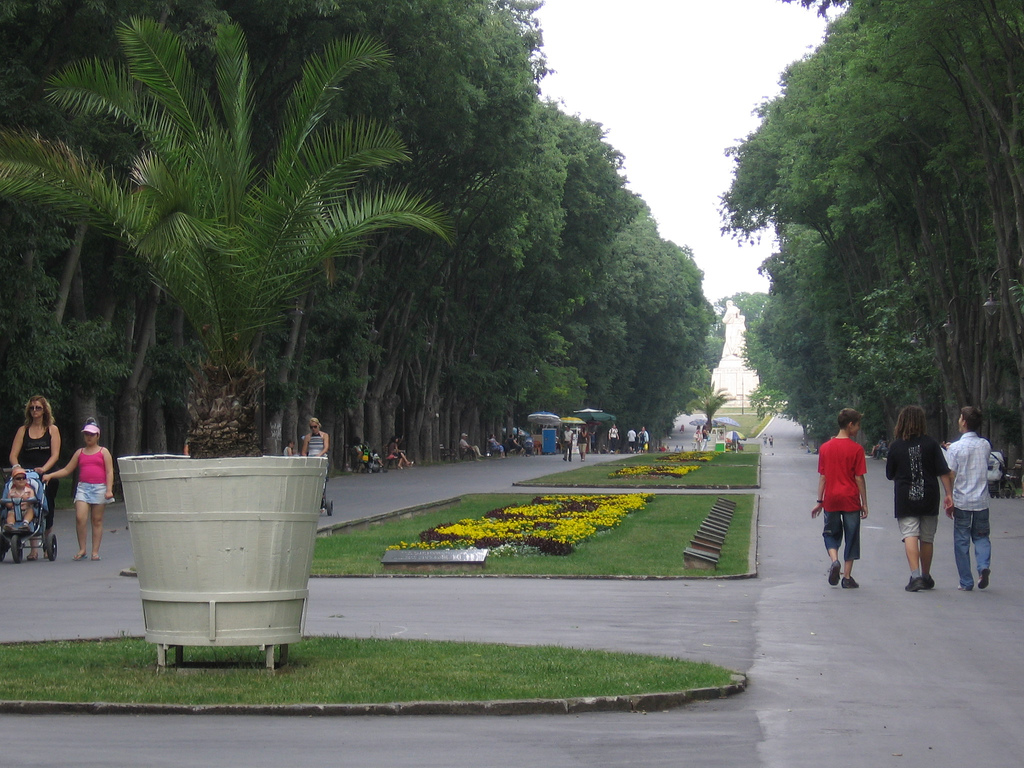
ヴァルナは黒海に面したリゾート地

国際的なバレエコンクールの中では最も歴史が古く、モスクワ国際バレエコンクール、ジャクソン国際コンクールと共に主要なバレエコンクールの一つに数えられている。気候の温かい7月に屋外ステージで行われるのが特徴。
ソ連崩壊後の1992年からは国内外の募金で設立された財団 （Фондация "Международен балетен конкурс - Варна"） によって運営されている。
20～25歳までのシニア部門と15～19歳までのジュニア部門に分かれており、出場はペアでもソロでも可能。最終的な評価は個人としてなされる。
選考はパ・ド・ドゥ1曲またはヴァリアシオン2曲によって行われる。第2・第3ラウンドでは古典のほか、過去5～10年以内に振付けられたコンテンポラリー作品も踊らなくてはならない。しかも各ラウンドごとに異なる曲を踊ることが義務付けられている。両部門とも上位三位まで金銀銅のメダルが贈られ、このほかに最高賞グランプリが用意されている （該当者なしの年もある）。
過去の著名な受賞者は、ミハイル・バリシニコフ （1966年）、ニーナ・アナニアシヴィリ （1980年）、シルヴィ・ギエム （1983年）、ヴラジーミル・マラーホフ （1986年)、アニエス・ルテステュ （1990年）、オーレリー・デュポン （1992年)など。歴代の受賞者はソ連出身者が最も多い。
日本人では森下洋子 （1974年）や小嶋直也 （1988年）が金メダルを受賞している。

## 関連書籍
- 『Dual Identity--ヴァルナ国際バレエコンクールの真実』 2009年、合同出版（写真集）

## 公式サイト
- International Ballet Competition - Varna